# Smithy
Pour plus de détails, voir Fiche technique et Distribution.
Smithy (également connu sous le nom de Southern Cross au Royaume-Uni et de Pacific Adventure aux États-Unis) est un film d'aventures australien réalisé par Ken G. Hall, sorti en 1946 et basé sur la vie du pionnier de l'aviation australien Charles Kingsford Smith, pilote du Southern Cross  lors de la première traversée de l'océan Pacifique en avion en 1928.

## Synopsis
Dans Smithy, l'histoire de Charles Kingsford Smith est racontée à des aviateurs australiens et américains de 1943 par un vieil officier de Kingsford Smith et un serveur qui le connaissait bien.
L'histoire racontée commence en 1917 avec la convalescence de Charles Kingsford Smith à la suite des blessures subies lors de combats sur le front occidental. Kingsford Smith est récompensé par la Croix militaire et est déterminé à faire carrière dans l'aviation. Après la guerre, Kingsford Smith se rend en Amérique et a une brève liaison avec Kay Sutton. Il épouse ensuite Mary Powell.
Le film se concentre ensuite sur la préparation de sa traversée de l'océan Pacifique à bord du Southern Cross. Charles Kingsford Smith réalise le premier vol transpacifique en 1928 avec Charles Ulm comme copilote, Harry Lyon comme navigateur et James Warner comme opérateur radio. Il devient mondialement connu.
Charles Kingsford Smith crée ensuite sa propre compagnie aérienne. Il bat un autre record en traversant le Pacifique de l'Australie aux États-Unis dans un avion monomoteur avec Gordon Taylor (en).
Le film se termine en 1935 avec la disparition de Charles Kingsford Smith au-dessus de l'océan indien, lors d'un vol entre Australie et l'Angleterre.

## Fiche technique
Sauf indication contraire, les informations mentionnées dans cette section peuvent être confirmées par la base de données cinématographiques IMDb,  présente dans la section « Liens externes ».
- Titre original  : Smithy
- Réalisation : Ken G. Hall
- Scénario : John Chandler, Alec Coppel, Max Afford (en)
- Musique : Henry Krips
- Production : N. P. Pery
- Sociétés de production : Columbia Pictures
- Sociétés de distribution : Columbia Pictures
- Pays de production :  Australie
- Langue originale : anglais
- Durée : 119 minutes (99 minutes pour la version américaine)
- Dates de sortie :
  - Australie : 26 juin 1946
  - Royaume-Uni et États-Unis : 25 novembre 1947

## Distribution
- Ron Randell : Charles Kingsford Smith
- Muriel Steinbeck : Mary Powell
- John Tate : Charles Ulm
- Joy Nichols (en) : Kay Sutton
- Nan Taylor : Nan Kingsford Smith
- John Dunne : Harold Kingsford Smith
- Alec Kellaway (en) : Capitaine Alan Hancock
- John Dease (en) : Hubert Wilkins
- Marshall Crosby (en) : Arthur Powell
- Edward Smith : Beau Sheil
- Alan Herbert : Tommy Pethybridge
- John Fleeting (en) : Keith Anderson
- Joe Valli (en) : Stringer
- G.J. Montgomery-Jackson : Warner
- Gundy Hill : Lyon
- William Morris Hughes : lui-même
- Gordon Taylor (en) : lui-même
- John Stannage : lui-même